# Kahina Bounab
Pour les articles homonymes, voir Kahina (homonymie).
Kahina Bounab (née le 24 janvier 1982) est une joueuse algérienne de volley-ball.

## Club
club précédent :  AC Tizi-Ouzou
  Club Actuel  :   JS Azazga